# Li Ling (astista)
Li Ling (李玲S, Lǐ LíngP; Puyang, 6 luglio 1989) è un'astista cinese.
Nel 2008 ha preso parte ai Giochi olimpici di Pechino, mentre nel 2012 ha partecipato ai Giochi di Londra. In entrambi i casi non è riuscita a raggiungere la fase finale.

## Progressione

### Salto con l'asta
| Stagione | Risultato | Luogo    | Data      | Rank. Mond. |
| -------- | --------- | -------- | --------- | ----------- |
| 2012     | 4,40 m    | Kunshan  | 25-9-2012 |             |
| 2011     | 4,40 m    | Shanghai | 15-5-2011 |             |
| 2010     | 4,40 m    | Jinan    | 8-8-2010  |             |
| 2009     | 4,40 m    | Berlino  | 15-8-2009 |             |
| 2008     | 4,45 m    | Hangzhou | 12-4-2008 |             |
| 2007     | 4,30 m    | Suzhou   | 9-6-2007  |             |
| 2006     | 4,15 m    | Yichun   | 13-5-2006 |             |

### Salto con l'asta indoor
| Stagione | Risultato | Luogo    | Data       | Rank. Mond. |
| -------- | --------- | -------- | ---------- | ----------- |
| 2013     | 4,30 m    | Pechino  | 29-3-2013  |             |
| 2013     | 4,30 m    | Nanchino | 6-3-2013   |             |
| 2012     | 4,50 m    | Hangzhou | 19-2-2012  |             |
| 2011     | 4,15 m    | Shanghai | 26-2-2011  |             |
| 2010     | 4,30 m    | Pechino  | 6-3-2010   |             |
| 2009     | 4,45 m    | Hanoi    | 31-10-2009 |             |
| 2008     | 4,45 m    | Pechino  | 26-2-2008  |             |
| 2007     | 4,20 m    | Pechino  | 20-3-2007  |             |

## Palmarès
| Anno | Manifestazione             | Sede           | Evento           | Risultato      | Prestazione | Note                                     |
| ---- | -------------------------- | -------------- | ---------------- | -------------- | ----------- | ---------------------------------------- |
| 2006 | Mondiali juniores          | Pechino        | Salto con l'asta | Qualificazione | 4,00 m      |                                          |
| 2007 | Campionati asiatici        | Amman          | Salto con l'asta | nm             | nm          |                                          |
| 2008 | Giochi olimpici            | Pechino        | Salto con l'asta | Qualificazione | 4,15 m      |                                          |
| 2009 | Universiadi                | Belgrado       | Salto con l'asta | 6ª             | 4,30 m      |                                          |
| 2009 | Mondiali                   | Berlino        | Salto con l'asta | 18ª (q)        | 4,40 m      | Miglior prestazione personale stagionale |
| 2010 | Mondiali indoor            | Doha           | Salto con l'asta | Qualificazione | 4,20 m      |                                          |
| 2010 | Giochi asiatici            | Guangzhou      | Salto con l'asta | Argento        | 4,30 m      |                                          |
| 2011 | Campionati asiatici        | Kōbe           | Salto con l'asta | Argento        | 4,30 m      |                                          |
| 2011 | Universiadi                | Shenzhen       | Salto con l'asta | Qualificazione | nm          |                                          |
| 2011 | Mondiali                   | Taegu          | Salto con l'asta | 29ª (q)        | 4,25 m      |                                          |
| 2012 | Campionati asiatici indoor | Hangzhou       | Salto con l'asta | Oro            | 4,50 m      | Record asiatico                          |
| 2012 | Giochi olimpici            | Londra         | Salto con l'asta | Qualificazione | 4,25 m      |                                          |
| 2013 | Campionati asiatici        | Pune           | Salto con l'asta | Oro            | 4,54 m      | Record dei campionati                    |
| 2013 | Mondiali                   | Mosca          | Salto con l'asta | 11ª            | 4,45 m      |                                          |
| 2014 | Giochi asiatici            | Incheon        | Salto con l'asta | Oro            | 4,35 m      |                                          |
| 2015 | Campionati asiatici        | Wuhan          | Salto con l'asta | Oro            | 4,66 m      | Record asiatico                          |
| 2015 | Universiadi                | Gwangju        | Salto con l'asta | Oro            | 4,45 m      |                                          |
| 2015 | Mondiali                   | Pechino        | Salto con l'asta | 9ª             | 4,60 m      |                                          |
| 2016 | Campionati asiatici indoor | Doha           | Salto con l'asta | Oro            | 4,70 m      | Record asiatico                          |
| 2016 | Giochi olimpici            | Rio de Janeiro | Salto con l'asta | 16ª (q)        | 4,55 m      |                                          |
| 2017 | Campionati asiatici        | Bhubaneswar    | Salto con l'asta | Argento        | 4,20 m      |                                          |
| 2018 | Giochi asiatici            | Giacarta       | Salto con l'asta | Oro            | 4,60 m      | Record dei Giochi                        |
| 2019 | Campionati asiatici        | Doha           | Salto con l'asta | Oro            | 4,61 m      | Miglior prestazione personale stagionale |
| 2019 | Mondiali                   | Doha           | Salto con l'asta | 13ª            | 4,50 m      |                                          |
| 2021 | Giochi Olimpici            | Tokyo          | Salto con l'asta | Qualificazione | nm          |                                          |
| 2022 | Mondiali                   | Eugene         | Salto con l'asta | 6ª             | 4,60 m      | Miglior prestazione personale stagionale |
| 2023 | Campionati asiatici        | Bangkok        | Salto con l'asta | Oro            | 4,66 m      | =                                        |
| 2023 | Mondiali                   | Budapest       | Salto con l'asta | 13ª (q)        | 4,60 m      |                                          |
| 2023 | Giochi asiatici            | Hangzhou       | Salto con l'asta | Oro            | 4,63 m      | Record dei Giochi                        |
| 2024 | Mondiali indoor            | Glasgow        | Salto con l'asta | 11ª            | 4,40 m      |                                          |